# Kleinmölsen
Kleinmölsen település Németországban, azon belül Türingiában. Lakosainak száma 295 fő (2023. december 31.). Kleinmölsen Udestedt és Großmölsen községekkel határos.

## Népesség
A település népességének változása:
| Lakosok száma | 337  | 304  | 300  | 303  | 296  | 295  |
|               | 2010 | 2017 | 2019 | 2021 | 2022 | 2023 |